# 波缘山矾
波缘山矾，又名波叶灰木、山杉、黑木山矾，为山矾科山矾属下的一个种，由H. Nagamasu描述。屬於一種小喬木。
以下包括本物種的其他亞種：

## 外部連結
- 維基物種上的相關：波缘山矾